# Finnwalskelett von 1825 im Meeresmuseum Stralsund
Ein Finnwalskelett von 1825 ist seit 1974 Teil der Ausstellungen des Meeresmuseums Stralsund in der Halle der ehemaligen Katharinenkirche.

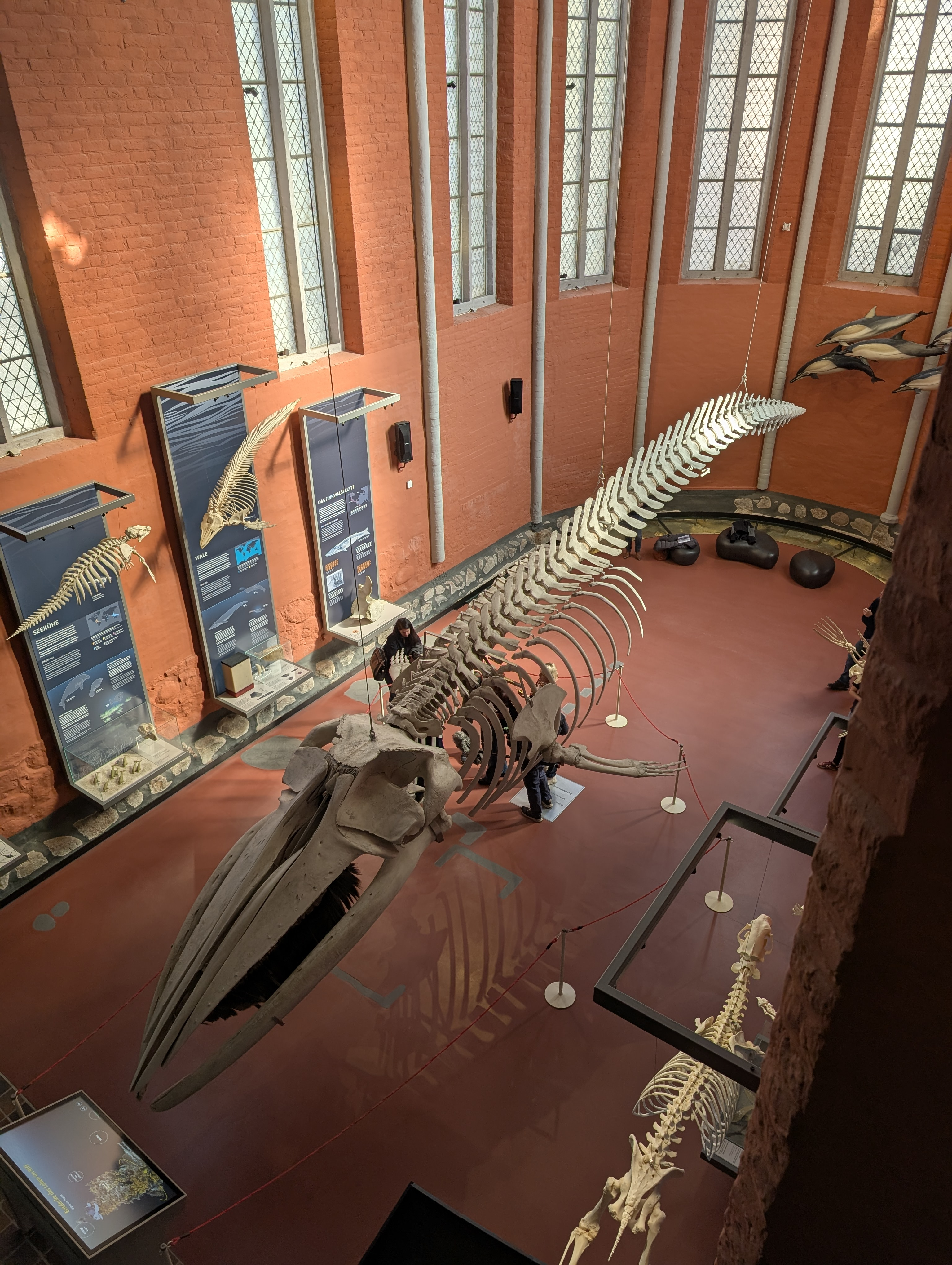
Skelett eines 1825 vor Rügen gestrandeten Finnwals im Meeresmuseum Stralsund (2025)

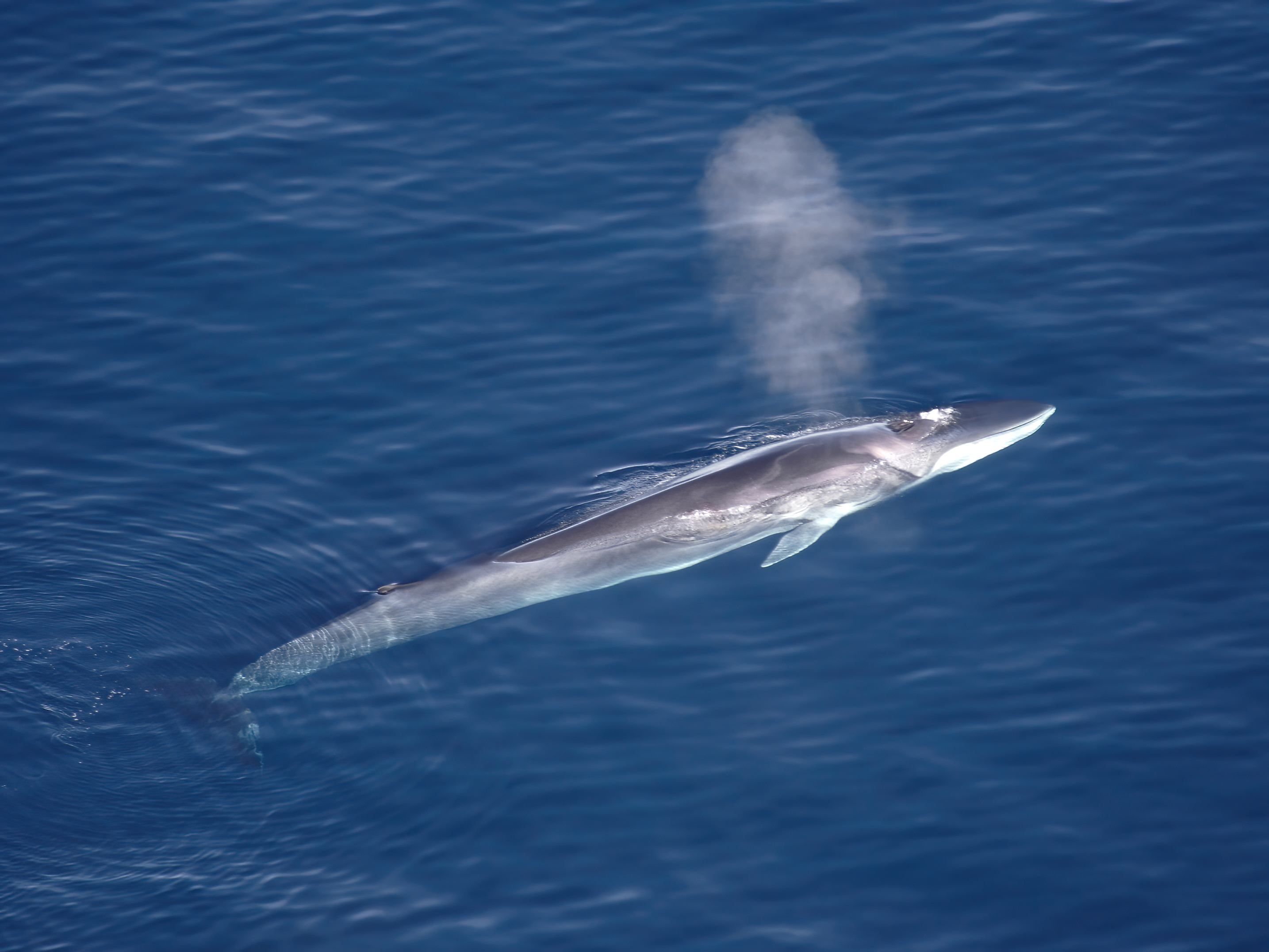
Ein Finnwal vor Grönland (2005)

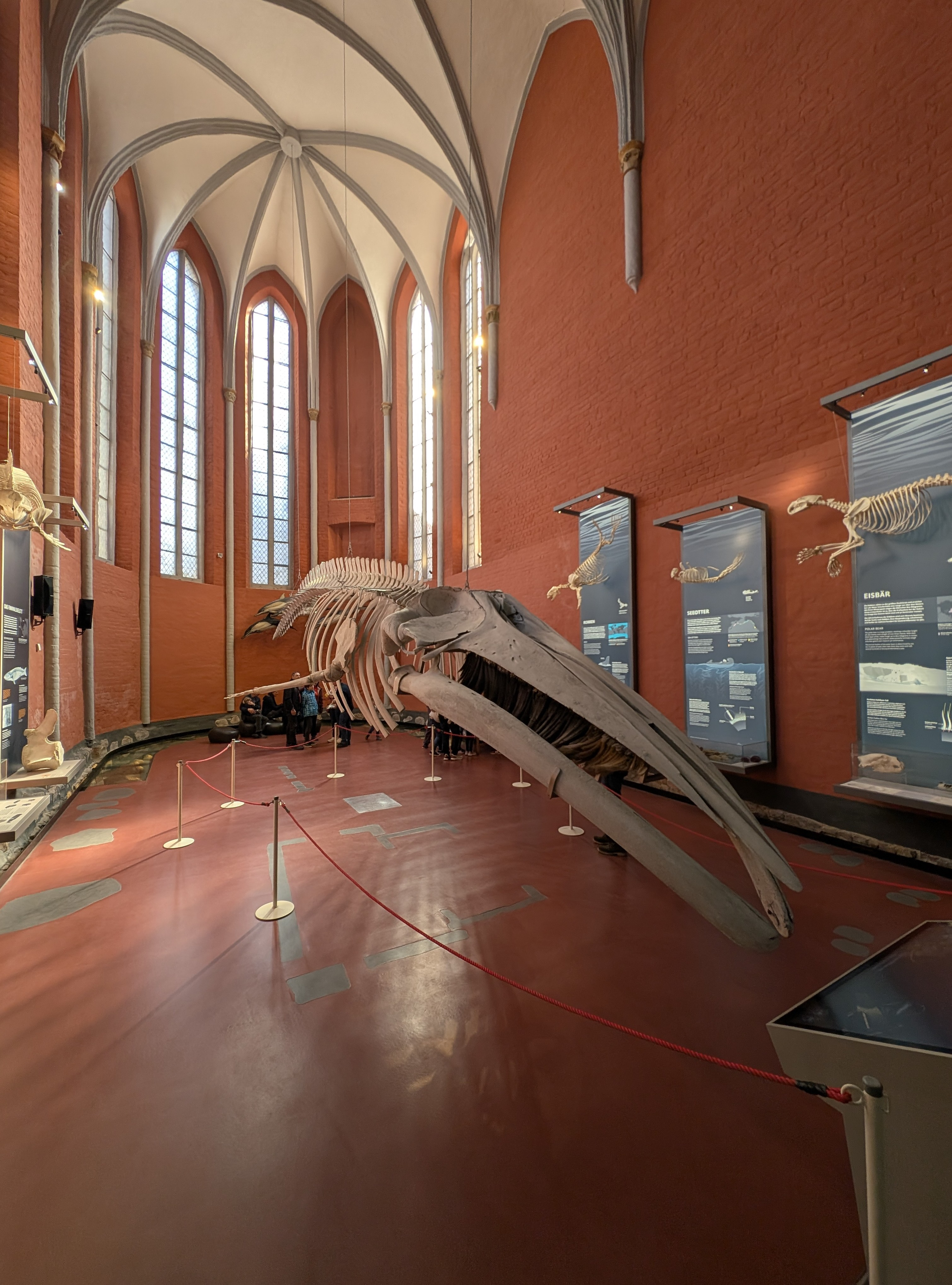
Das Finnwalskelett von vorn (2025)

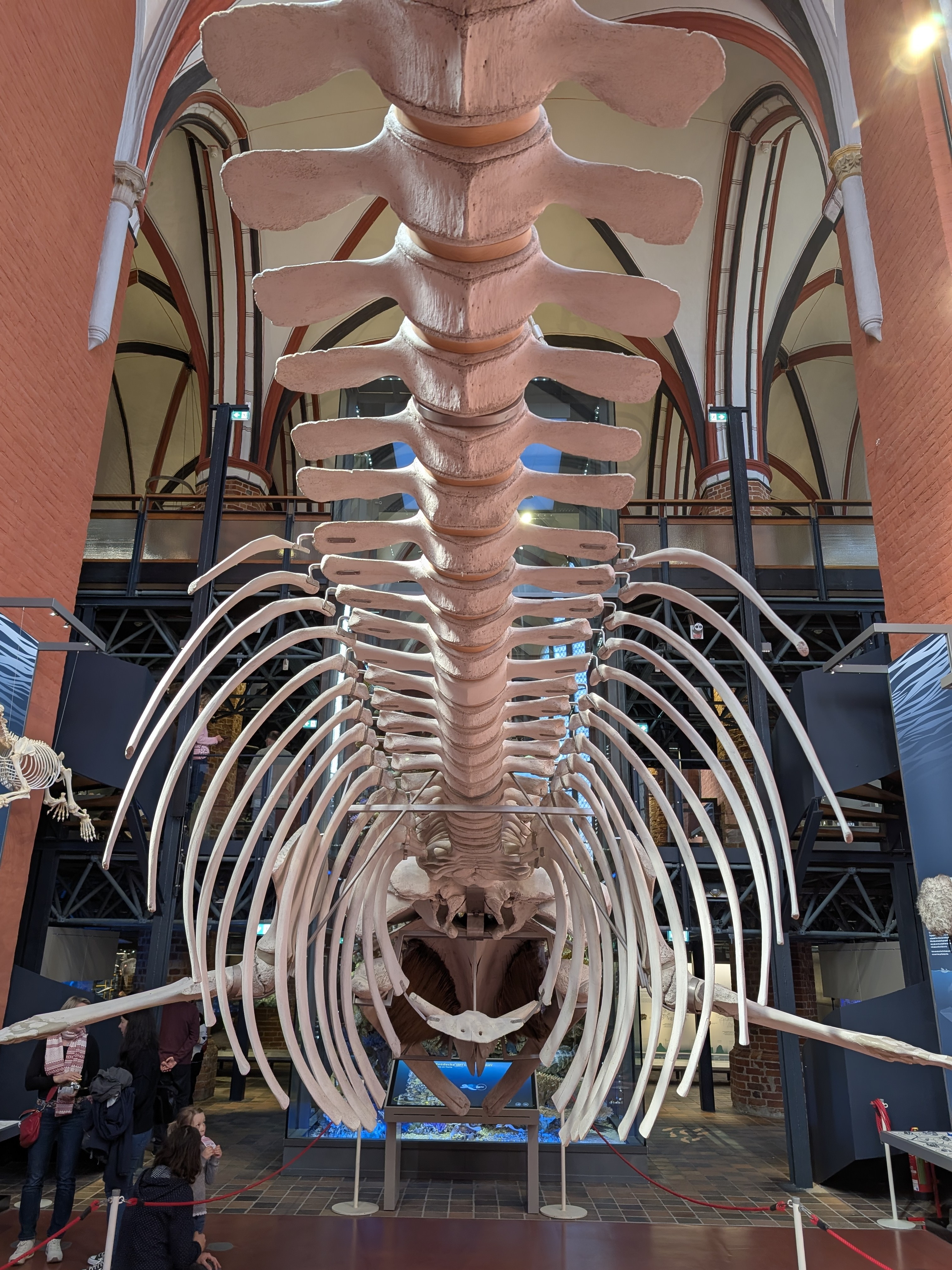
Rippen und Rückgrat des Skeletts (2025)

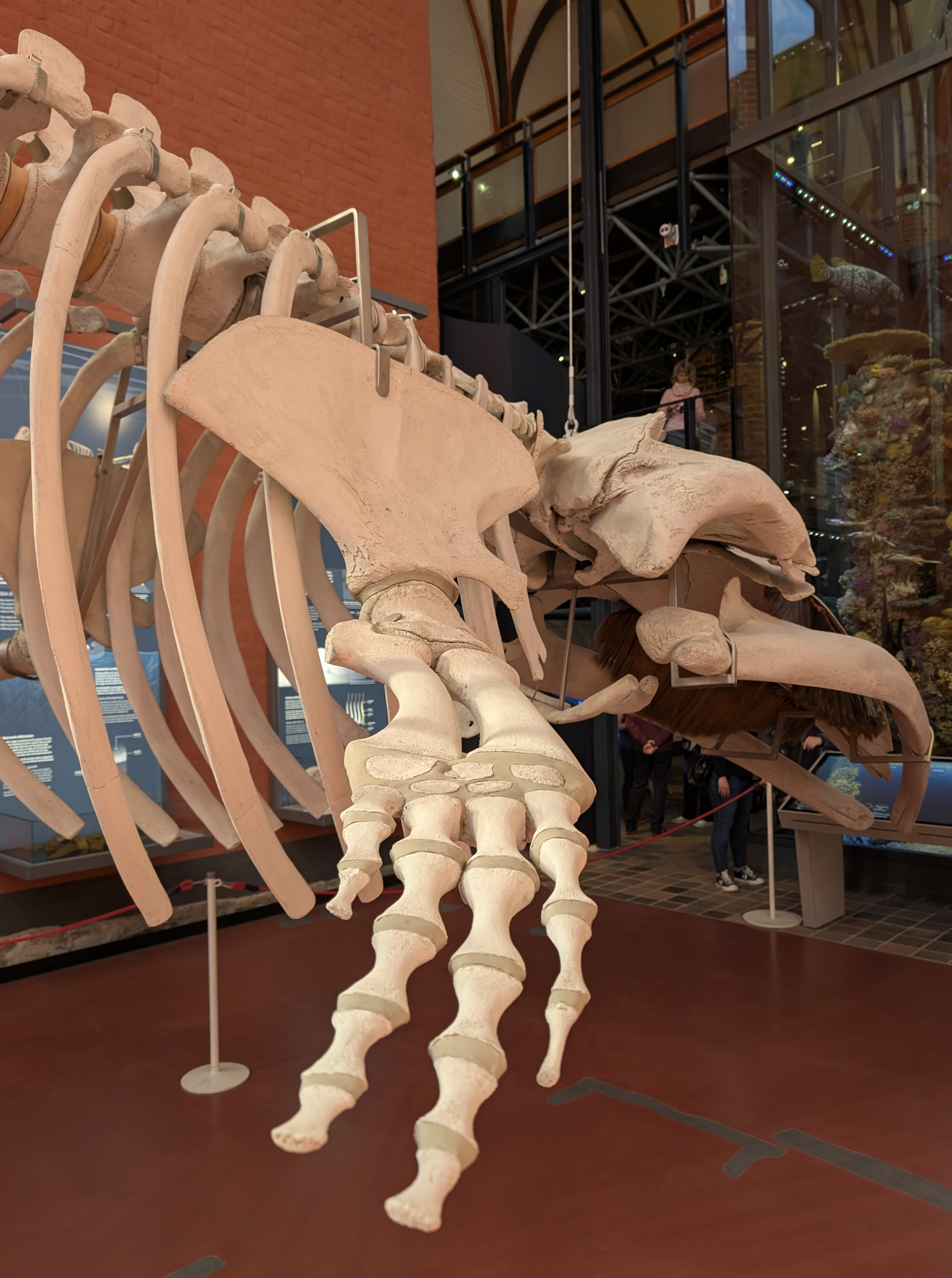
Rechte Flosse mit Fingerknochen (2025)

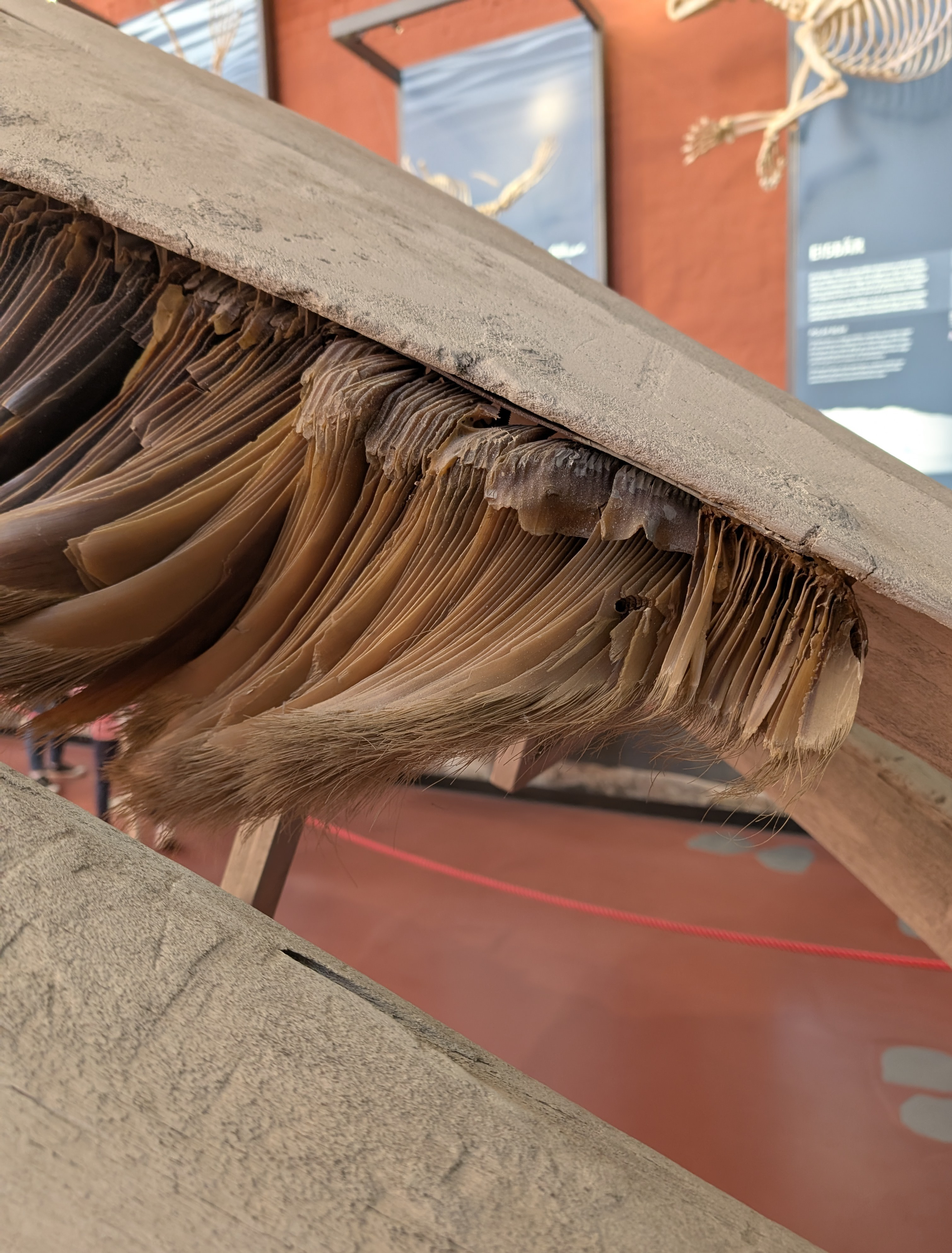
Barten des Finnwals im Oberkiefer des Skeletts (2025)

## Das Exponat in der Ausstellung des Meeresmuseums
Das Skelett eines 1825 vor der Westküste Rügens gestrandeten Finnwals wurde im Jahr 1968 nach Stralsund zum damaligen Meereskundlichen Museum gebracht. Die Halle der vom Museum genutzten ehemaligen Klosterkirche wurde in den Jahren 1973 bis 1974 generalinstandgesetzt und zu einer Ausstellungshalle umgebaut. Dabei wurde ein stählernes Strebewerk eingezogen, das in der Halle mehrere Geschosse schuf. Der Chor der Hallenkirche blieb in seiner ganzen Höhe erhalten. Am 7. Oktober 1974 wurde die ausgebaute Katharinenhalle als Ausstellungshalle eröffnet.
Seit 1974 hängt das etwa 1000 Kilogramm schwere Finnwalskelett unter dem gotischen Kreuzgewölbe im Chor der ehemaligen Katharinenkirche. Das Finnwalskelett besteht aus etwa 150 Knochen. Es ist rund 15 Meter lang und stammt von einem jungen männlichen Wal. Das Skelett war von Anfang an ein wichtiges Ausstellungsstück im Stralsunder Museum. Es kann im Chor von unten und von den in der Halle eingezogenen Etagen aus verschiedenen Höhen betrachtet werden. Im Jahr 2011 wurde es restauriert, anatomisch korrigiert und zudem anders aufgehängt, damit es wie abtauchend wirkt. Auch nach der Komplettmodernisierung des Museums von 2020 bis 2024 ist das Finnwalskelett wieder ein zentrales Exponat in der Ausstellung.
In Vitrinen werden auch die als Trockenpräparate erhaltenen Organe des Tiers, nämlich die Trachea, der Aortenbogen und der Penis, ausgestellt.
Zur Reinigung sowie zu besonderen Anlässen kann das an der Decke aufgehängte Walskelett herabgelassen werden.

## Geschichte

### Fund vor Rügen
Am 8. April 1825 strandete im Kubitzer Bodden nahe der Halbinsel Lieschow an der Westküste Rügens bei Sturm aus Nord ein 16 Meter langer, etwa zehn Tonnen schwerer junger, männlicher Finnwal. Das sich stark bewegende Tier wurde von fünf Lieschower Fischern auf einer Untiefe bei ruhiger See entdeckt und von ihnen getötet: Sie bestiegen dazu den Rücken des Tieres und brachten ihm mehrere schwere Verletzungen am Schädel bei; letztlich durchtrennten sie ihm das Rückgrat, wobei sie einen Wirbel und mehrere Rippen zerschlugen. Der Gingster Prediger Plicht informierte am 13. April 1825 die Greifswalder Forscher Friedrich Christian Rosenthal (1780–1829) und Christian Friedrich Hornschuch (1793–1850) über den Fund. Plicht war der Meinung, es handele sich um einen Nordkaper.
Hornschuch und Karl Schultze (1795–1877) machten sich in der Nacht des 13. April 1825 auf den Weg zum Fundort, wo sie am 14. April eintrafen. Die Fischer hatten dem Tier bis dahin schon große Mengen Speck (→Blubber) entnommen, auch wies es durch die groben Tötungsversuche viele Verletzungen auf, so auch im Bauchraum. Die Forscher erwarben am 14. April 1825 den Kadaver für die Universität Greifswald „um einen billigen Preis“ (so Rosenthal in einem Bericht) bzw. gegen ein „angemessenes Fundgeld“ (so Schultze); die örtlichen Fischer sollten zudem den aus dem Speck des Tieres zu erzielenden Erlös behalten. Die Forscher ließen den Kadaver mit Ankern an der Fundstelle festmachen. Hornschuch begab sich über Stralsund zurück nach Greifswald und organisierte weitere Hilfe zur Bergung. Durch ansteigendes Wasser löste sich der Kadaver in der Nacht vom 14. auf den 15. April von den Ankern und wurde über drei Kilometer weit fortgeschwemmt. Als er am nächsten Tag wiederentdeckt wurde, schleppten ihn Helfer mit sechs Booten zurück zur Fundstelle, wobei Schultze den Kadaver noch im tieferen Wasser auf den Rücken drehen ließ, um den Verlust der Eingeweide durch die teils offene Bauchdecke zu vermeiden.
Währenddessen waren vor Ort Stralsunder Fischer angekommen, die unter Berufung auf den Fund in einem Stralsunder Fanggebiet Ansprüche geltend machten. Da keine Einigung erzielt werden konnte, baten die Forscher den Stralsunder Magistrat um Hilfe, die ihnen auch gewährt wurde. Die Stadt Stralsund bat jedoch darum, der Stralsunder Bevölkerung eine Besichtigung des Kadavers zu ermöglichen. Sie entsandte für Bergung und Transport Fischer.
Auch der Stralsunder Hermann Burmeister (1807–1892), der später Biologe wurde, hatte von dem Fund erfahren und sich zusammen mit Geschäftsleuten, die auf eine wirtschaftliche Verwertung des Wals hofften, auf den Weg nach Lieschow gemacht. Als sie in Lieschow eintrafen, war der Wal wegen des Wetters ihren Blicken entzogen. Burmeister untersuchte stattdessen nur die durch die Fischer abgeschnittenen Schwanzflossen sowie Hautstücke des Tieres. Er erhielt davon einige Schnitte, die er später der Sammlung der Universität Halle hinzufügte. Burmeister, im April 1825 noch Schüler am Stralsunder Gymnasium, fügte seinen Erinnerungsbericht an den Walfund von 1825 seinen Erläuterungen zur Fauna Argentiniens von 1881 in der Einleitung an. Darin bezeichnet er die „Besichtigung eines Finnfisches“ als „erste zoologische Unternehmung“ seines Lebens.

### Transport über Stralsund nach Greifswald
Der Kadaver, in den schon große Mengen Wasser eingedrungen waren und der wegen des beschädigten Wirbels nicht mehr stabil war, wurde mit Stricken an hölzernen Balken festgemacht und zwischen zwei Boote gehängt, die mit weiteren kleineren Segelbooten gelenkt und gesteuert wurden. Schultze hatte sich auf dem Landweg nach Greifswald zurück begeben und dabei von Plicht erfahren, dass in Lieschow schon Teile des Wals vom örtlichen Gastwirt ausgestellt wurden. Tatsächlich fand Schultze dort die Finne vor, die der Gastwirt zum Verzehr räuchern wollte, sowie die vom Gastwirt in einem Fass aufbewahrten Geschlechtsorgane des Tiers.
Auf dem Seeweg vom Kubitzer Bodden in den Strelasund traf der Transport so um die Mittagszeit am 18. April 1825 vor Stralsund ein. Nach einer Besichtigung durch Stralsunder Bürger veranlasste Christoph Gottlieb Groskurd (1770–1834) den Weitertransport des Kadavers, der dazu in seinem Gerüst zwischen zwei Jachten befestigt wurde. Eine weitere Jacht sowie einige Segelboote bugsierten das Gespann durch den Strelasund in den Greifswalder Bodden, am 25. April 1825 lag es auf Reede vor Wieck bei Greifswald. Auch hier wurde der Kadaver zunächst den Schaulustigen präsentiert. Mit einer unter den Kadaver geschobenen Floßkonstruktion und drei Seilwinden wurde der Wal dann dort an Land gebracht.

### Skelettierung und Bestimmung
Der Anlandeplatz wurde leicht umzäunt; zusammen mit einigen Studenten vermaßen Rosenthal und Hornschuch das Tier und skelettierten es. Die Ergebnisse seiner Untersuchungen publizierte Rosenthal in den Jahren 1826 und 1827.
Rosenthal bestimmte das Tier als Nördlichen Zwergwal (Balaenoptera acutorostrata). Im Jahr 1849 erkannte aber Daniel Frederik Eschricht (1798–1863), dass es sich nicht um einen Zwergwal handeln könne, dagegen übernahm noch 1885 Theodor Ackermann (1825–1896) die falsche Determination Rosenthals. Ernst Gustav Zaddach (1817–1881) bezeichnete es dann 1875 korrekt als  Finnwal (Balaenoptera physalus). Julius Münter (1815–1885) widersprach 1877 dieser Benennung und bezeichnete das Tier selbst als Pterobaleana Gryphus MTR und Pterobaleana Sibbaldi, als Blauwal: Diese fälschliche Benennung findet sich teilweise noch im Jahr 1970. Arnold Japha (1877–1943) hatte im Jahr 1908 nach Untersuchungen am Skelett einen Finnwal bestimmt.

### Aufbewahrung in Greifswald und Übergabe an das Meeresmuseum Stralsund
Die Skelettteile wurden zunächst einzeln verwahrt. Die Knochen konnten zu jener Zeit nicht vollständig entfettet werden; sie wurden zum Bleichen auf dem Hof und dann in mehreren Tonnen auf den Fluren des Greifswalder Anatomischen Instituts aufbewahrt. Erst 1856 wurden sie zusammengesetzt und aufgestellt. Ende des 19. Jahrhunderts wurden sie dem Zoologischen Institut und Museum der Universität Greifswald übergeben und dort aufgestellt. Dort blieben sie bis 1968.
Das Meereskundliche Museum Stralsund unter Leitung von Sonnfried Streicher (1929–2022) erwarb im Jahr 1968 vom Zoologischen Museum Greifswald unter Leitung von Rolf Keilbach (1908–2001) das Skelett des 1825 gestrandeten Finnwals sowie die Skelette eines Schwertwals (aus dem Jahr 1851) und eines Entenwals (aus dem Jahr 1877). In Stralsund wurde das Skelett auch komplett entfettet.
Im Jahr 1978 wurden auch die als Trockenpräparat erhaltenen Organe des Tiers, nämlich die Trachea, der Aortenbogen und der Penis, vom Anatomischen Museum der Ernst-Moritz-Arndt-Universität Greifswald erworben und nach Stralsund gebracht.

## Bedeutung
Finnwale (Balaenoptera physalus) sind in allen Ozeanen verbreitet, wobei sie gewöhnlich Küstenregionen meiden. Selten werden Finnwale in Nordsee und Ostsee festgestellt, dann meist als Totfund.
Eine erste dokumentierte Walstrandung gab es im Jahr 1365 oder 1370 an der Küste Usedoms bei Damerow. Teile dieses Skeletts wurden an Kirchen und Schlösser verteilt, auch nach Stralsund kamen Teile dieses Fundes. Dieses Tier war wahrscheinlich ein Finnwal.
Der Walfund von 1825 wird als Beginn der deutschen Walforschung bezeichnet.
Das Meeresmuseum sowie das Ozeaneum Stralsund zeigen in ihren Ausstellungsbereichen zahlreiche Exponate von Walen, weitere werden in den Archiven aufbewahrt. Das Skelett eines im August 1899 an der Dievenow gestrandeten 14 Meter langen Finnwals hatte Otto Dibbelt (1881–1956) im Jahr 1925 für seine Kolberger Sammlung erworben; Teile dieses Skeletts wurden nach Dibbelts Umzug nach Stralsund von 1951 bis 1958 in der Museumshalle ausgestellt und dann in den Sammlungsbestand des Meeresmuseums eingegliedert.

## Würdigung
Das Skelett ist Teil des Motivs der im Juni 2001 verausgabten 10-DM-Gedenkmünze 750 Jahre Katharinenkloster Stralsund – 50 Jahre Meeresmuseum Stralsund.
Im Jahr 2025 fand anlässlich des 200. Jahrestages der Strandung eine Festveranstaltung im Meeresmuseum statt. Das Walskelett war an diesem Tag zur Besichtigung abgesenkt worden.